# Ferrovia Cividale-Tarcetta
La ferrovia Cividale–Tarcetta fu una ferrovia in concessione a scartamento ridotto che fu utilizzata per il trasporto della marna dalle cave situate nei pressi degli abitati di Biacis, Antro e Tarcetta, allo stabilimento Italcementi di Cividale del Friuli.

## Storia
Nel 1909, per alimentare il nuovo stabilimento Italcementi di Cividale del Friuli, fu aperta una cava di marna presso il paese di Azzida. Il trasporto del materiale veniva effettuato con pesanti e lenti carri trainati da cavalli.
Nel 1921, per incrementare la produzione dello stabilimento, venne realizzata, utilizzando anche materiale recuperato dopo lo smantellamento delle decauville militari impiegate durante la prima guerra mondiale, una ferrovia che collegava lo stabilimento con le nuove cave aperte a Oculis, Tarcetta e Coliessa.
Agli inizi degli anni '50 del XX secolo, a causa della chiusura delle vecchie cave ed all'apertura degli scavi di Vernasso, più vicini allo stabilimento di Cividale, nonché per l'elevato costo della manutenzione della linea e del mantenimento in esercizio del materiale rotabile, la ferrovia venne chiusa ed il trasporto venne affidato, in esclusiva, ai camion della ditta Folicaldi di Cividale.

### Donazione della documentazione
Alla chiusura dello stabilimento Italcementi, prima del trasferimento del materiale cartaceo ivi archiviato alla sede di Bergamo, il progetto della linea ferroviaria, completo dei relativi disegni e delle mappe, fu donato al Museo archeologico nazionale di Cividale del Friuli.

## Caratteristiche
La ferrovia, realizzata con scartamento da 600 mm negli anni venti del XX secolo, era lunga circa 10 chilometri.
I carri ferroviari venivano inizialmente trainati da motrici a vapore di costruzione "MAFFEI" e successivamente, all'inizio degli anni 50, da quelle a corrente elettrica continua.

### Impianti
Nei pressi degli abitati di Biacis e Tarcetta erano state costruite le infrastrutture necessarie per lo stoccaggio ed il caricamento della marna sui vagoncini.
Era stata inoltre realizzata una teleferica per il trasporto via filo della marna prelevata dalla cava di Coliessa fino alle tramogge adibite al caricamento del materiale sul convoglio a Biacis.
Per consentire il trasporto del cemento prodotto a Cividale anche tramite i carri ferroviari, erano stati posati, all'interno dello stabilimento, i necessari binari a scartamento ordinario ed era stato realizzato un raccordo con la ferrovia Udine–Cividale.

## Percorso
|  | Unknown route-map component "exKBHFa" |

|  | Unknown route-map component "exHST" |

|  | Unknown route-map component "exhKRZWae" |

|  | Unknown route-map component "exBHF" |

|  | Unknown route-map component "exhKRZWae" |

|  | Unknown route-map component "exHST" |

|  | Unknown route-map component "exhKRZWae" |

|  | Unknown route-map component "exhKRZWae" |

|  | Unknown route-map component "exHST" |

|  | Unknown route-map component "exBHF" |

|  | Unknown route-map component "exhKRZWae" |

|  | Unknown route-map component "exTUNNEL1" |

|  | Unknown route-map component "exBHF" |

|  | Unknown route-map component "exhKRZWae" |

| Unknown route-map component "exKBHFa" | Unknown route-map component "exKBHFe" |

| Unknown route-map component "exSTRl" | Unknown route-map component "exCONTfq" |

La ferrovia iniziava il suo percorso presso lo stabilimento Italcementi, dal quale usciva utilizzando il cancello situato in via Gemona. Attraversava quindi la strada statale 356 di Cividale, lambiva il borgo San Domenico viaggiando parallela alle vie Piave e Zuccola, passava nei pressi dei paesi di Sanguarzo, Vernasso, Oculis, Biacis, Antro e terminava il suo tragitto poco prima di Tarcetta. Il percorso era privo di passaggi a livello e di qualsiasi dispositivo automatico atto a segnalare l'arrivo del convoglio; l'attraversamento delle strade e delle zone abitate veniva annunciato solo dal fischio della locomotiva. Nei pressi dello stabilimento di Cividale, il superamento della SS 356 veniva facilitato da un addetto che, sventolando una bandiera rossa, bloccava il traffico per il periodo strettamente necessario.

## Traffico
Il convoglio era composto da circa 20 vagoni, dotati di un dispositivo che consentiva il ribaltamento laterale del cassone di carico, e faceva, ordinariamente, due viaggi al giorno, uno alla mattina ed uno nel pomeriggio.